# 希科里
希科里（Hickory）是美國的一座城市。位於北卡羅來納州卡托巴县，也有部份地區位於伯克縣和考德威爾縣。2010年，希科里估計有人口40,010人。